# Gilberto Fernández
Gilberto Fernández (* 13. Februar 1935 in Havanna; † 30. September 2011 in Miami) war ein aus Kuba stammender US-amerikanischer Geistlicher und römisch-katholischer Weihbischof in Miami.

## Leben
Gilberto Fernández stammte aus einer Familie mit acht Kindern, wobei von den fünf Jungen vier Priester und von den drei Schwestern eine Nonne wurden. Er empfing am 17. Mai 1959 im kubanischen Havanna durch Manuel Kardinal Arteaga y Betancourt die Priesterweihe und wurde in das Erzbistum San Cristóbal de la Habana inkardiniert. Er war in vier Pfarreien tätig, zuletzt Administrator an der Catedral de San Cristóbal. Mit der Kubanischen Revolution verschlimmerte sich die Lage für die katholische Kirche. Insbesondere wurden Priester verfolgt und inhaftiert, so auch Fernández. Im Juli 1967 flüchtete er nach Miami in Florida und wurde dort in den Klerus des Erzbistums Miami inkardiniert. Er betreute zunächst mexikanische Einwanderer in Südflorida. 1978/79 war er Pfarrer der Sacred Heart in Homestead und von 1979/88 in Sts. Peter and Paul in Miami. 1988/89 war er Administrator in San Pablo in Marathon in den Florida Keys. 1989/96 war er Pfarrer von St. Kevin in Miami. 1996 wurde er Spiritual am St. John Vianney Seminar in der Southwest 87th Avenue in Miami.
Papst Johannes Paul II. ernannte ihn am 23. Juni 1997 zum Titularbischof von Hirina und bestellte ihn zum Weihbischof im Erzbistum Miami. Die Bischofsweihe spendete ihm der Erzbischof von Miami, John Clement Favalora, am 3. September 1997; Mitkonsekratoren waren Edward Anthony McCarthy, Alterzbischof von Miami, und Agustín Román, Weihbischof in Miami. Sein bischöflicher Wahlspruch war amor ultima ratio (Liebe ist die höchste Vernunft).
Am 10. Dezember 2002 nahm Papst Johannes Paul II. sein gesundheitsbedingtes Rücktrittsgesuch an.